# Cosmo4
Cosmo4 ist eine schwedische Girlgroup, deren vier Mitglieder alle in Schweden leben, jedoch Wurzeln in verschiedenen Regionen der Welt haben: Ulrika Liljeroth (Schweden), Yasmine Qin (China), Jenny Rogneby (Äthiopien) und Rudina Hatipi (Kosovo-Albanien). Bis Ende 2006 war Carin da Silva (Portugal) Mitglied der Gruppe, die sich auf ihr Studium konzentrieren wollte und durch Rudina Hatipi ersetzt wurde.
Die Gruppe hatte einige Radiohits in Schweden, etwa Mexico (2004), Peek-a-Boo (2006), Adios Amigos (2006) und What’s Your Name (2007). Mit What’s Your Name nahmen sie am Melodifestivalen 2007 teil, dem schwedischen Vorentscheid zum Eurovision Song Contest 2007 in Finnland.